# Combretum paniculatum
Combretum paniculatum ist eine Pflanzenart in der Gattung der Langfäden (Combretum) mit weiter Verbreitung in Afrika, westlich von Gambia bis östlich nach Äthiopien und im Süden bis nach Angola. Sie wächst in den Ländern der Sudanzone meist entlang von Wasserläufen.

## Beschreibung

### Vegetative Merkmale
Combretum paniculatum wächst als Strauch oder Liane.

Früchte von Combretum paniculatum

### Generative Merkmale
In der Trockenzeit erblühen die zahlreichen, intensiv roten Blüten, die in kleinen Ähren innerhalb eines größeren, rispig verzweigten Blütenstandes (Infloreszenz) stehen – daher der englischsprachige Trivialname burning bush.

## Systematik
Man kann zwei Unterarten unterscheiden:
- Combretum paniculatum ssp. paniculatum: Die Chromosomenzahl beträgt 2n = etwa 78.[1]
- Combretum paniculatum ssp. microphyllum (Klotzsch) Wickens, teils auch als eigene Art (Combretum microphyllum Klotzsch) behandelt. Die Chromosomenzahl beträgt 2n = 26.[1]

## Vernakulärnamen
- Bambara: dirinimblé
- Englisch: burning bush
- Fulfulde: bakuri
- Malinké: kunundindolo
- Wolof: kindindolo, kérindolo, krinédolo